# Fox Butterfield
Pour les articles homonymes, voir Butterfield.
Fox Butterfield, né en 1939 à Lancaster (Pennsylvanie), est un journaliste américain. Il a passé la majorité de ses 30 ans de carrière en tant que reporter pour The New York Times.
Il a travaillé comme chef de bureau à Hô-Chi-Minh-Ville, Tokyo, Hong Kong, Pékin et Boston ; et comme correspondant à Washington et New York. Pendant cette période, il  a reçu le Prix Pulitzer en tant que membre de l'équipe du New York Times qui a publié, en 1971, les Pentagon Papers, traitant de l'histoire secrète du Pentagone pendant la Guerre du Viêt Nam.
Il a écrit, entre autres : Chine, "survivant dans la mer d'amertume" (1982) et All God's Children: The Bosket Family and the American Tradition of Violence (1995) à propos du jeune criminel Willie Bosket.
En 1990, il a écrit un article sur l'élection du premier Afro-américain à la direction de la Harvard Law Review, le futur président des États-Unis Barack Obama.

## Vie personnelle
Fox Butterfield est le fils de Lyman Henry Butterfield, historien et directeur du Institute of Early American History and Culture à Williamsburg (Virginie). L'industriel canadien Cyrus S. Eaton était son grand-père.
Butterfield a obtenu une licence  summa cum laude (équivalent de la mention très bien), un master en histoire de Chine à l'Université Harvard.
En 1988, il épousa Elizabeth Mehren, reporter pour le Los Angeles Times. Il a deux enfants d'un précédent mariage, Ethan et Sarah, et un fils, Sam, de son mariage avec Mehren. Michael Moriarty a joué son rôle dans le téléfilm de 1993 Born Too Soon, basé sur le livre de Mehren à propos de leur fille Emily, née prématurément à la fin des années 1980. Mehren y était interprétée par Pamela Reed. Le couple habite à Hingham, dans le Massachusetts. Butterfield y a parfois écrit pour The Times.

## Critiques
Butterfield a été critiqué pour avoir écrit une liste d'articles   traitant du « paradoxe » de la chute du taux de criminalité pendant que la population carcérale augmentait en raison de directives plus sévères, sans prendre en compte le fait que des peines plus sévères peuvent avoir un effet dissuasif sur le crime, ou qu'emprisonner les criminels permet de prévenir de futurs comportements criminels de leur part.